# Aljaž Struna
Aljaž Struna, slovenski nogometaš, * 4. avgust 1990, Piran.
Člansko kariero je začel leta 2009 v klubu FC Koper v slovenski prvi ligi. Skupno je v prvi ligi odigral 63 prvenstvenih tekem in dosegel tri gole ter osvojil naslov prvaka v sezoni 2009/10. Leta 2012 je prestopil v Palermo v Serie A. Palermo ga je v letih 2012 in 2013 posodil v Varese ter v letih 2014, 2015 in 2016 v Carpi.
Struna je debitiral v dresu članske reprezentance 23. marca 2016 na prijateljski tekmi v Kopru proti Makedoniji.
Tudi njegov brat Andraž je nogometaš.